# 阿塞拜疆—伊朗邊境
阿塞拜疆－伊朗邊界的長度為689公里，由亞美尼亞－伊朗邊界隔開的兩個不連續的部分組成。亞塞拜然–伊朗邊境在2020年納戈爾諾-卡拉巴赫戰爭後，阿塞拜疆完全控制其邊境。

## 歷史
1991年蘇聯解體後，阿塞拜疆獲得獨立，並繼承了其在原伊蘇邊界的部分。伊朗很快就承認了新國家，儘管由於擔心伊朗對阿塞拜疆作為“大阿塞拜疆”的一部分而對其領土的主權的擔心而關係減弱，伊朗在第一次納戈爾諾-卡拉巴赫戰爭中擁護亞美尼亞。
戰後，亞美尼亞實質控制在“大陸”阿塞拜疆-伊朗邊界最西端的區域。自哈桑·魯哈尼成為伊朗總統以來，伊朗與阿塞拜疆之間的關係有所改善。
2020年，阿塞拜疆從自稱阿爾扎赫共和國的2個月內完全控制了與伊朗邊界的西部，“大陸”阿塞拜疆和伊朗之間在比拉蘇瓦爾和阿斯塔拉有過境點。

## 另見
- 兩伊邊境，與伊拉克之邊境
- 阿塞拜疆－伊朗關係